# Flaminio Piccoli

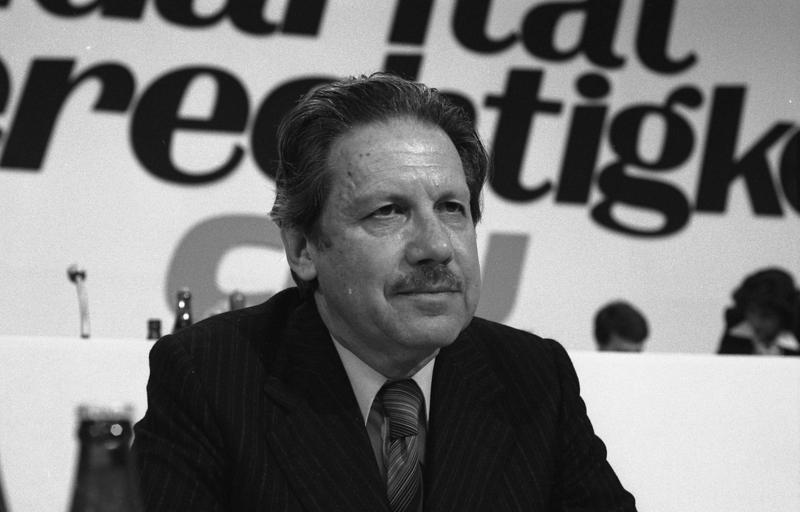
Flaminio Piccoli (1978)

Flaminio Piccoli (* 28. Dezember 1915 in Kirchbichl, Tirol, Österreich-Ungarn; † 11. April 2000 in Rom) war ein italienischer Politiker.

## Leben
Piccoli wurde in Kirchbichl geboren, wohin seine aus Borgo Valsugana stammende Familie nach der italienischen Kriegserklärung an Österreich-Ungarn von den österreichischen Behörden evakuiert worden war. Nach dem Ende des Ersten Weltkrieges besuchte er die Schule in Trient. 1938 schloss er sein Studium in Romanistik an der Universität Ca’ Foscari in Venedig ab.
Während des Zweiten Weltkrieges trat Piccoli seinen Militärdienst und wurde Offizier in einem Regiment der Gebirgsjäger (Alpini). Nach Kampfeinsätzen in Albanien und Griechenland wurde er nach der Kapitulation Italiens 1943 von Einheiten der deutschen Wehrmacht gefangen genommen. Nach seiner Flucht und seiner erneuten Gefangennahme durch deutsche Einheiten gelang ihm kurz vor Kriegsende die erneute Flucht von einem Eisenbahnzug, der ihn nach Polen deportieren sollte.
Nach dem Krieg trat er als Mitglied der Democrazia Cristiana (DC) von Alcide de Gasperi bei. Von 1946 bis 1977 leitete er die Trentiner Tageszeitung Il Popolo Trentino, ab 1951 in L’Adige umbenannt. Von Juni 1958 bis April 1994 war er Mitglied der Abgeordnetenkammer (Camera dei deputati). Zwischen Januar und November 1969 war er erstmals Parteisekretär der DC.
In den 1970er Jahren war er von März 1970 bis Mai 1972 drei Mal Minister für staatliche Industriebeteiligungen in den Kabinetten der Ministerpräsidenten Mariano Rumor, Emilio Colombo und Giulio Andreotti. Im Anschluss war er von Mai 1972 bis Oktober 1978 Fraktionsvorsitzender der DC in der Abgeordnetenkammer.
Im Juli 1978 wurde er Präsident der DC nach der Ermordung des früheren Ministerpräsidenten Aldo Moro durch die linksextremistische Terrororganisation Rote Brigaden am 9. Mai 1978. Das Ziel selbst Ministerpräsident Italiens zu werden, hatte er jedoch nicht erreichen können. Moro, einer seiner engsten parteiinternen Rivalen, beschrieb ihn einmal als „eine Mischung aus Verzicht und Opportunismus“.
Zwischen 1979 und 1984 war er Mitglied des 1. Europäischen Parlaments. Im Februar 1980 wurde er als Nachfolger von Benigno Zaccagnini erneut zum Parteisekretär der DC gewählt und bekleidete dieses Amt bis Mai 1982.
Piccoli blieb auch danach bis zu seinem Tod politisch aktiv und wurde nach dem Zusammenfall der DC 1992 aufgrund einer Reihe massiver Korruptionsskandale 1995 Mitglied der Cristiani Democratici Uniti (CDU).